# Nicky Ajose
Nicholas Olushola "Nicky" Ajose (Bury, Inglaterra, 7 de octubre de 1991) es un futbolista inglés nacionalizado nigeriano. Se desempeña como delantero en el Exeter City de la Football League Two de Inglaterra.

## Trayectoria
Ajose se formó en la cantera del Manchester United en donde arribó en 1999, y diez años más tarde sería citado para estar entre los profesionales del primer equipo.
Sin mucho lugar en Mánchester, para el comienzo de la temporada 2010/2011 es cedido al Bury en principio por un mes y luego esa cesión se extendería por el resto de la temporada. Su primer partido en el Bury sería frente al Cheltenham Town el 24 de septiembre de 2010. Su primer gol llegaría en su quinto partido para el club en una victoria por 3-0 al Accrington Stanley. En Bury jugaría 28 partidos y convertiría 13 veces.
Terminada su cesión con el Bury, vuelve al Manchester United pero como le dijeron que no lo tendrían en cuenta el 5 de julio de 2011 es fichado por el Peterborough United por un total de £300.000 y con un contrato que lo ligaba al club por cuatro años. Durante su estadía en el club fue cedido a varios equipos como el Scunthorpe United, Chesterfield, Crawley Town, volvería durante seis meses al Bury y por último al Swindon Town, en donde llegaría para disputar la primera parte de la temporada 2013/2014.
En enero del 2014 vuelve al Peterborough y jugaría el resto de los partidos de la temporada los cuales serían 22 con 7 goles convertidos.
El 5 de agosto de 2014 es fichado por el Leeds United por £150.000 y un contrato de tres años.
El 26 de noviembre de 2014, es cedido al Crewe Alexandra hasta el 5 de enero del 2015. Después de marcar 3 goles en 5 partidos, por decisión del directro técnico del Crewe Alexandra, decidiría extender su cesión hasta el final de la temporada.
El 2 de septiembre de 2015, se anunció que Ajose había partido del Leeds después de haber terminado su contrato de mutuo acuerdo. Inmediatamente pasaría al Swindon Town.

## Clubes
| Club                         | País       | Año         |
| ---------------------------- | ---------- | ----------- |
| Manchester United            | Inglaterra | 2009 - 2011 |
| Bury (Préstamo)              | Inglaterra | 2010 - 2011 |
| Peterborough United          | Inglaterra | 2011 - 2014 |
| Scunthorpe United (Préstamo) | Inglaterra | 2011        |
| Chesterfield (Préstamo)      | Inglaterra | 2012        |
| Crawley Town (Préstamo)      | Inglaterra | 2012        |
| Bury (Préstamo)              | Inglaterra | 2013        |
| Swindon Town (Préstamo)      | Inglaterra | 2013 - 2014 |
| Leeds United                 | Inglaterra | 2014 - 2015 |
| Crewe Alexandra (Préstamo)   | Inglaterra | 2014 - 2015 |
| Swindon Town                 | Inglaterra | 2015 - 2016 |
| Charlton Athletic            | Inglaterra | 2016 - 2019 |
| Swindon Town (Préstamo)      | Inglaterra | 2017        |
| Bury (Préstamo)              | Inglaterra | 2017 - 2018 |
| Mansfield Town (Préstamo)    | Inglaterra | 2019        |
| Exeter City                  | Inglaterra | 2019 - Act. |